# Edifício Copan
Edifício Copan – wieżowiec w São Paulo w Brazylii, o wysokości 140 m. Liczący 38 kondygnacji budynek został oddany do użytku w 1966 r.